# فهرست فرودگاه‌های از بین رفته در کانادا
این مقاله شامل فهرست فرودگاه های از بین رفته در کانادا است.

## آلبرتا
- فرودگاه اندرو
- فرودگاه کدوت
- فرودگاه کرولاین
- فرودگاه چینچاگا
- فرودگاه کونکلین
- فرودگاه کوپار
- فرودگاه دیدسبوری
- Edmonton/St. Albert Airport
- فرودگاه امبرو
- فرودگاه آبی فیتزجرالد (فورت اسمیت)
- فورت چیپواین/فرودگاه آبی اسمال لیک
- فرودگاه دریاچه گریست
- RCAF Station High River
- فرودگاه میلک ریور (مج)
- RCAF Station Pearce
- فرودگاه سنت فرانسیس
- فرودگاه برج استین
- RCAF Station Vulcan
- فرودگاه زما

## بریتیش کلمبیا
- فرودگاه آبی فین‌لی بی
- فرودگاه آبی فورت گراهام
- فرودگاه فورت نلسون / موبایل سیرا
- فرودگاه فورت سینت جان/۵۴ مایلی تامپکینز
- Minoru Park
- پایگاه هوایی آبی میشن
- فرودگاه آبی اقامتگاه پپلار بیچ
- فرودگاه پرینس جرج (محله هوایی نورث کاریبو)
- فرودگاه سکر کریک
- فرودگاه سچلت/پرپیس بای واتر
- فرودگاه تاکلا نروز

## مانیتوبا
- فرودگاه آرنس
- فرودگاه گیلبرت پلینز
- فرودگاه هارتنی
- فرودگاه جزیره ماتهسون
- Canadian Forces Base Portage la Prairie
- فرودگاه سینت روز دو لاک
- فرودگاه وردن (غربی)

## نیوبرانزویک
- RCAF Station Pennfield Ridge

## نیوفاندلند و لابرادور
- فرودگاه بی دسپویر
- Ernest Harmon Air Force Base
- Davis Inlet Aerodrome
- فرودگاه هوپ بروک
- پایگاه هوایی ارجنتیا
- فرودگاه سگلک

## نواحی شمال غرب
- فرودگاه کولوماک
- فرودگاه آبی فورت مک‌فرسون
- فرودگاه آبی فورت پراویدنس
- فرودگاه آبی هی ریور/برابانت لاج

## نوا اسکوشیا
- فرودگاه اپل ریور
- فرودگاه امهرست
- فرودگاه آبی دریاچه فنسی
- فرودگاه میدل استویاک
- Saunders Park (Halifax Civic Airport)
- فرودگاه تاتا
- فرودگاه ولی
- فرودگاه ویورلی/لیک ویلیام واتر

## نوناووت
- فرودگاه لوپین
- فرودگاه نانیسیویک

## انتاریو
- فرودگاه اتوود
- RCAF Detachment Alliston
- Armour Heights Field (تورنتو)
- Barker Field (تورنتو)
- فرودگاه آبی باری/لیتل لیک
- فرودگاه چاپلاو وتر
- فرودگاه دوونسویو (تورنتو)
- فرودگاه درم
- فرودگاه ایگل ریور
- فرودگاه ایر فالز
- فرودگاه فرنچ ریور/آلبان
- فرودگاه گرند ولی (مادیل فیلد)
- فرودگاه هانتسویل/دیرهرست ریزورت
- فرودگاه کیلال/بنچر
- فرودگاه کینکاردین (الیس فیلد)
- فرودگاه کینگ سیتی
- فرودگاه صحرایی کینگستون
- Leaside Aerodrome (تورنتو)
- Long Branch Aerodrome (تورنتو)
- فرودگاه میپل (واوقن)
- فرودگاه آبی ناکینا/لوور توین لیک
- فرودگاه نیو لیسکرد
- فرودگاه نیو لوول
- فرودگاه نوبلتون
- فرودگاه نوروود
- فرودگاه تراس بی
- Toronto Aerodrome (تورنتو)
- Willowdale Airfield (تورنتو)
- فرودگاه وینچستر
- فرودگاه ویندرمیره

## جزیره پرنس ادوارد
- فرودگاه گرند ریور
- RCAF Station Charlottetown
- RCAF Station Mount Pleasant
- سی‌اف‌بی سومرسید

## استان کبک
- Aérodrome Saint-Louis
- فرودگاه کرتیرویل (Canadair Plant One)
- فرودگاه شمبلی
- فرودگاه آبی لک گاگنن
- فرودگاه ل‌اسمپتین
- فرودگاه لنوژویله
- پایگاه هوایی آبی مونترآل/بوشرویل
- Montreal/St Therese Airport
- پایگاه هوایی آبی مون-ترمبلان/لک اوئیمه
- RCAF Station St Hubert
- باند پرواز دریایی ویکتوریا اس تی اوال پورت

## ساسکاچوان
- فرودگاه بیچ
- Buttress, Saskatchewan
- فرودگاه کادوورث
- فرودگاه استوان\بریانت
- فرودگاه فرلند
- فرودگاه گینزبراو
- فرودگاه خلیج هیدن
- فرودگاه لومزدن (متز)
- فرودگاه نیکم
- فرودگاه نورث بتلفورد/هاملین
- فرودگاه پارادایس هیل
- RCAF Station Dafoe
- فرودگاه ردورس
- فرودگاه ویلکی
- فرودگاه ویلو بانچ

## یوکان
- فرودگاه آبی فارو جانسون لیک
- فرودگاه آبی هاینس جانکشن/پاین لیک
- فرودگاه آبی تسلین